# Wardha

Wardhadistriktets läge i Maharashtra.

Wardha är en stad i delstaten Maharashtra i västra Indien. Den är administrativ huvudort för distriktet Wardha och hade 106 444 invånare vid folkräkningen 2011.